# Hinkkajärvi
Hinkkajärvi este o arie protejată (arie specială de conservare — SAC, sit de importanță comunitară — SCI) din Finlanda întinsă pe o suprafață de 3,8 ha, integral pe uscat.

## Localizare
Centrul sitului Hinkkajärvi este situat la coordonatele 60°30′42″N 27°31′26″E / 60.5118°N 27.5239°E.

## Înființare
Situl Hinkkajärvi a fost declarat sit de importanță comunitară în iunie 2005 pentru a proteja 1 specie de animale. Situl a fost protejat și ca arie specială de conservare în aprilie 2015.

## Biodiversitate
Situată în ecoregiunea boreală, aria protejată nu include niciun habitat protejat.
La baza desemnării sitului se află o specie protejată de  nevertebrate: Graphoderus bilineatus.